# Bernie Dexter
Bernie Dexter es una modelo estadounidense. Vive en San Diego, California.

## Carrera
Cuando tenía 18 años de edad, ganó Miss Teen San Diego County e inició su carrera en actuación y modelaje. Se formó en la escuela de cosmetología, primero trabajando para MAC Cosmetics y luego trabajando independientemente en sesiones de fotos. Fue una de esas sesiones, en 2002, que Dexter se fotografía a sí misma. Entregó las fotografías en Viva Las Vegas y obtuvo comentarios muy buenos que decidió concentrarse en ser una modelo.

## Reciente
En un artículo el 7 de marzo de 2009, el tabloide alemán Bild llamó a Dexter la reina de las pin-ups y la comparó con Dita Von Teese. Esto se produjo a partir de un trabajo con la línea Ars Vivendi.